# Hugh Matheson
Hugh Patrick Matheson (ur. 16 kwietnia 1949 w Ormiston) – brytyjski wioślarz, srebrny medalista olimpijski i srebrny medalista mistrzostw świata.

## Kariera
Kształcił się w Eton College, Keble College Uniwersytetu Oksfordzkiego i Uniwersytecie Pensylwanii. W 1969 brał udział w The Boat Race, jednak osada Oksfordu przegrała wyścig.
Wystąpił na igrzyskach olimpijskich w Monachium w 1972, zajmując dziesiąte miejsce w czwórkach ze sternikiem. Na rozgrywanych cztery lata później igrzyskach olimpijskich w Montrealu startował w ósemkach. Osada Wielkiej Brytanii w składzie: Richard Lester, John Yallop, Tim Crooks, Hugh Matheson, David Maxwell, Jim Clark, Fred Smallbone, Lenny Robertson i Patrick Sweeney (sternik) zdobyła srebrny medal, plasując się o 2,53 sekundy za osadą NRD i o 2,69 sekundy przed osadą Nowej Zelandii. Brał też udział w igrzyskach olimpijskich w Moskwie w 1980, gdzie zajął szóste miejsce w jedynkach.
W ósemkach zdobył również srebrny medal na mistrzostwach świata w Lucernie (1974). Był też między innymi czwarty w czwórkach ze sternikiem na mistrzostwach świata w Nottingham (1975) oraz piąty w jedynkach na mistrzostwach świata w Bledzie (1979).
Po zakończeniu kariery pracował jako trener wioślarstwa przez ponad dwie dekady. Był także dziennikarzem sportowym pisząc dla The Independent i komentatorem zawodów wioślarskich dla stacji Eurosport oraz Międzynarodowej Federacji Wioślarskiej (FISA). Ponadto był właścicielem ziemskim oraz pełnił funkcję Wysokiego Szeryfa hrabstwa Nottinghamshire w latach 1997-1998.